# Johnny Bottrop
Johnny Bottrop, de son vrai nom Joachim Horns (né le 3 juin 1966) est un guitariste de groupes punks allemand.

## Biographie
Bottrop fonda en 1982 à Velbert son premier groupe punk, Hostages of Ayatollah. Avec le groupe, il a acquis une notoriété dans la scène, même au-delà de la frontière allemande. Plus tard, Bottrop fonde sa propre maison de disques, qui, cependant, cesse rapidement à cause de problèmes financiers.
Après la dissolution de Hostages of Ayatollah en 1989, Johnny Bottrop s'installe à Berlin et commence à étudier. En même temps, il fonde en 1993 Terrorgruppe. Après la dissolution en 2005 Bottrop, fonde en mars 2006, avec les deux anciens membres de Terrorgruppe Slash Vicious et Steve Machine West ainsi que Bang Bang Benno, un ancien membre du groupe Xarecrows, le groupe de musique The Bottrops. Depuis la reformation du groupe Terrorgruppe en 2013, Bottrop y est également de nouveau actif en tant que guitariste.

## Source de la traduction
- (de) Cet article est partiellement ou en totalité issu de l’article de Wikipédia en allemand intitulé « Johnny Bottrop » (voir la liste des auteurs).